# Hello...good bye
Hello...good bye（ハロー・グッバイ）はRAMJET PULLEYの1枚目のシングル。

## 概要
- rumania montevideoから三好真美・誠の姉弟を外したユニットのデビューシングル。

## 収録曲
全曲 作詞：麻越さとみ　作曲：間島和伸　編曲：小林哲・RAMJET PULLEY
1. Hello...good bye
  - 「Launchers（原宿ロンチャーズ）」[1]、「ももいろクローバー」[2]、「マジェスティックセブン（MJ7）」（いずれもスターダストプロモーション所属のアイドルグループ）が、それぞれカバーをしている。但し、作詞はRAMJET PULLEY版と同じ麻越さとみだが、RAMJET PULLEY版とは歌詞が全く異なる。
2. time files
3. destiny
  - 後に、「destiny 〜21 another one〜」として、シングルカットをしている。
  - 松橋未樹が2ndシングルとしてカバーしたバージョンが、読売テレビ制作・日本テレビ系列『名探偵コナン』のオープニングテーマとして使用された。
  - 愛内里菜&三枝夕夏が「destiny -rearrange version-」としてカバーをしている。

## 収録アルバム
- a cup of day（#1）